# Gravediggaz

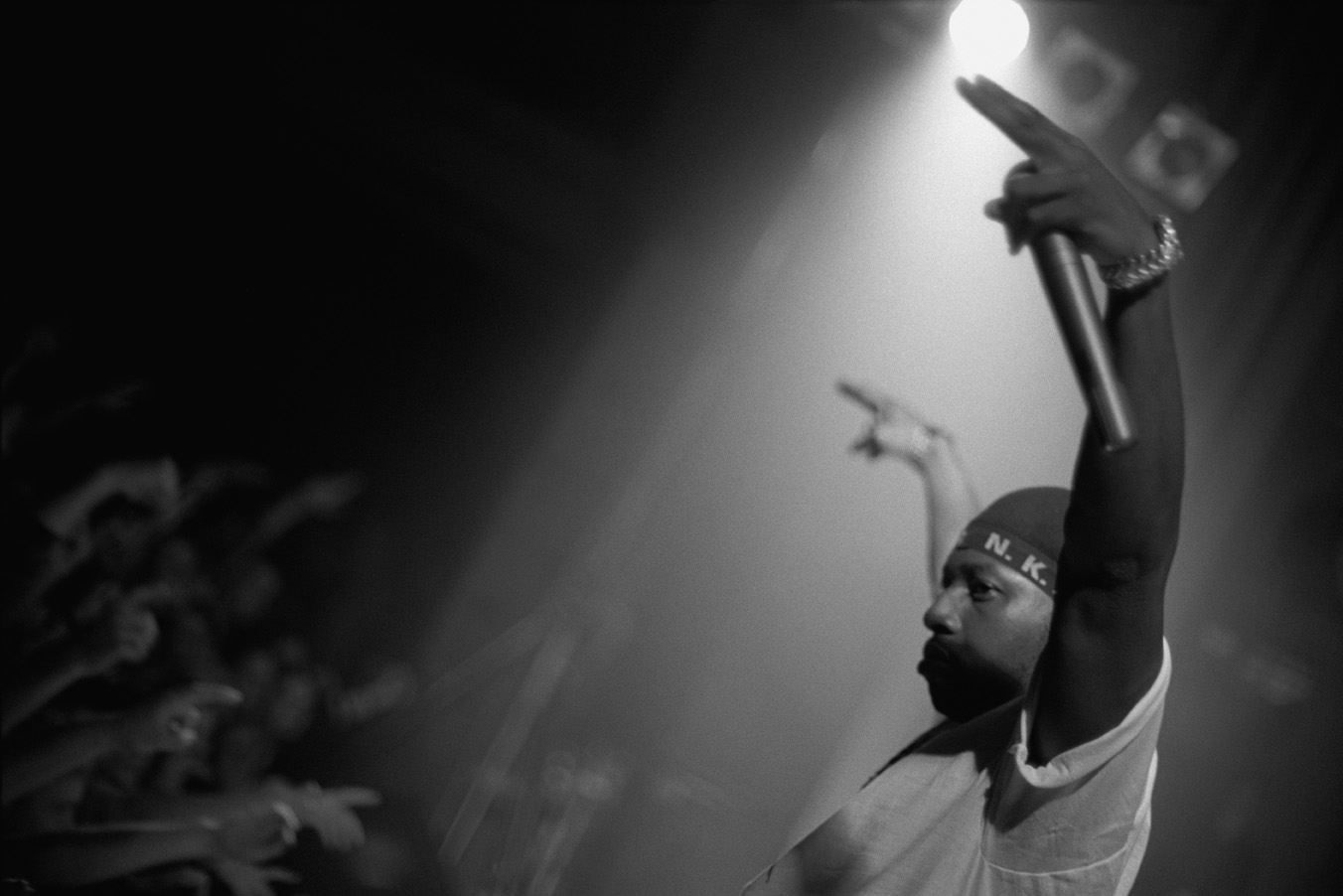
Gravediggaz-Auftritt 1997

Gravediggaz war eine US-amerikanische Horrorcore-Supergroup, die in ihrer Grundformation von ca. 1992 bis 1998 aktiv war. Zur Band gehörten Prince Paul und Frukwan von Stetsasonic sowie RZA vom Wu-Tang Clan und Too Poetic.

## Geschichte
Mit ihrem Debüt-Album „Niggamortis“ (aus marketingtechnischen Gründen etwas später in „6 Feet Deep“ umbenannt) schafften Gravediggaz 1994 den Sprung in die Charts. Das Werk mit der Single „Diary Of A Madman“ landete in den Top 40 der US-Pop-Album-Charts. 1997 folgte ihr erfolgreichstes Album „The Pick, The Sickle And The Shovel“.
Frukwan und Too Poetic standen nicht nur optisch stets im Zentrum von Gravediggaz, die beiden waren die wichtigsten Songwriter der Band. Das 2002 erschienene Album „Nightmare In A-Minor“ („Alptraum in A-Moll“) war das Produkt der Zusammenarbeit des Duos. Too Poetic starb kurz nach der Fertigstellung des Werks am 15. Juli 2001 an Darmkrebs. Frukwan veröffentlichte 2003 sein Solo-Album Life.

## Diskografie

### Alben
- 1994: Niggamortis / 6 Feet Deep (Gee Street)
- 1997: The Pick, The Sickle And The Shovel (Gee Street)
- 2002: Nightmare In A-Minor (BMG)

### Kompilationen
- 2004: 6 Feet Under (X-Ray (SunnyMoon))

### Singles & EPs
- 1994: 1-800-Suicide / Mommy What’s A Gravedigga? (Gee Street)
- 1994: Diary Of A Madman (Gee Street)
- 1994: Nowhere To Run, Nowhere To Hide (Gee Street)
- 1995: Double Suicide Pack (Gee Street)
- 1995: 6 Feet Deep E.P. (Gee Street)
- 1995: The Hell EP (4th & Broadway)
- 1997: Dangerous Mindz (Gee Street)
- 1997: The Night The Earth Cried (Gee Street)
- 1998: Unexplained (Gee Street)